# Mudança fonética «f → h» do castelhano
A mudança fonética «f → h» do castelhano é um dos traços mais característicos do castelhano dentre as línguas romanças (embora também esteja presente no gascão, no romeno da Moldávia e da Transilvânia, no asturiano oriental e, ocasionalmente noutras línguas romanças). O fenómeno trata-se de que, nalgumas condições fonológicas, a f- inicial latina tornou-se numa h- que depois desapareceu nas variedades padrão do castelhana, embora seja conservada esta pronunciação nalgumas palavras em vários dialectos, sobretudo em partes da Andaluzia, da Estremadura e da América espanhola; mantém-se também e é característica do dialecto oriental da língua asturiana, também nos seus dialectos de transição com a língua castelhana: o cântabro e o estremenho). Nesta artigo apresentar-se-ão alguns estudos em relação a esta mutação com os seus respectivos resultados, mas também algumas da teorias e hipóteses quais os motivos que podem ter intervindo nela.

## O fonema /f/ na fonologia latina

Principais etnias da Península Ibérica antes da conquista romana, podem ter tido influência nesta mudança fonética.

### O lugar de /f/ no sistema consonantal
Nas palavras originais do latim, a /f/ só podia aparecer numa posição inicial, enquanto que numa posição intermédia só estava presente em préstimos doutras línguas (por exemplo, RUFUS rojizo ’vermelheço’). Obviamente, também nas palavras prefixadas cujo segundo elemento começada com uma F-, podia estar numa posição intermédia:  DE-FENDERE ’defender’, CON-FUNDERE ’confundir’ etc. Este som, ao ser a única fricativa labial sem par (as outras fricativas eram /s/ e /h/, esta última desaparecida da fala algures no século I), ajustava-se muito instavelmente ao sistema consonantal, por conseguinte ficava facilmente exposta às mudanças próprias da evolução fonética.

### A pronúncia de /f/ era verdadeiramente [f]?
Além do que foi anteriormente dito, é possível que o som representado pelo grafema F não fosse labiodental, mas bilabial [ɸ]. Inclusive, se a /f/ tivesse sido um fonema isolado, podia ter tido dous alófonos na pronúncia. Alguns investigadores acham que apenas era um traço próprio desenvolvido pelo castelhano, por influência das línguas indo-europeias faladas nas terras onde nasceu o idioma, embora provavelmente não era a realização comum na Hispânia. Esta hipótese, embora possível, não pode ser comprovada. De qualquer maneira, parece mais plausível que nos dialectos ibero-romanços a pronúncia mais estendida fosse a bilabial.
A realização fónica labiodental de /f/, que é encontrada no catalão, no francês, no italiano, no português e no romeno, pode seguir, quiçá, por analogia à mudança [β] > [v], mediante o qual, a originária semivogal /w/ do latim – depois duma fase de articulação tardia como [β] – tornou-se numa /v/ labiodental nessas línguas. Esta última fase evolutiva, porém, não foi accionada ao longo da faixa setentrional da Península Ibérica, isto é, supondo que se a /f/ tivesse sido de articulação labiodental, não teria contado com um par sonora, por conseguinte tampouco ter-se-á ajustado ao sistema consonantal.

## Evolução de /f/ em castelhano

### Possíveis alófonos e a sua distribuição
A realização do fonema /f/ como fricativo bilabial [ɸ], é bastante instável, por essa razão tem tendência a sofrer algumas mudanças na sua realização fonética segundo os sons com os que entra em contacto. Assim, a articulação [ɸ], dependendo do contexto fonológico, podia ter realizações do género fortis ou do tipo lenis.
 A fricativa labiodental surda [f]. (ajuda·info)
 A fricativa bilabial surda [ɸ]. (ajuda·info)
Supõe-se que tinha três alófonos:
- [h] fronte das vogais velares /o, u/,
- [hɸ] (que pode transcrever-se também como [ɸh]) fronte à semivogal /w/, y
- [ɸ] nas restantes posições, isto é, fronte das vogais /i, e, a/ e das consonantes /j, r, l/.

Quando um fonema tem vários alófonos, como neste caso a /f/, sempre está submetido a potenciais mudanças em quanto à distribuição dos alófonos. Umas condições fonológicas podem reforçar (por exemplo., precedida duma nasal /-nf-/, ou líquidas /-fl-, -fr-/) ou relaxar a articulação, até chegar a uma simples aspiração. No dialecto gascão da língua occitana, independentemente do contexto fonético, esta articulação [h] estabeleceu-se em todas as posições; enquanto que no castelhano, só fronte de vogais (com a excepção do ditongo «ue», vide o trecho sobre o contexto fonológico abaixo):
- FRATRE > hray ’germano/irmão’, cast. fraile (frade);
- FRUCTU > heruto, cast. fruto (fruto);
- FLORE > hlor, cast. flor (flor);
- FESTA > hèsta, cast. fiesta (festa);
- FILU > híu, cast. hilo o filo (fio);
- FATU > hado;
- CONFINE > couhí, cast. confín (confim);
- PROFUNDU > prouhoun, cast. profundo (profundo).[5]

É preciso referir que igualmente nalgumas regiões da România tem acontecido esta mutação, por exemplo, nalgumas zonas da Calábria na Itália achamos h- em vez da F- latina: FABA > hava (pt. fava), FEMINA > hímmina (pt. fêmea), FERRU > hierru (pt. ferro), FICU > hicu (pt. figo). Até aparece no norte (Bréscia): FAMEN > ham (pt. fome), FEBRUARIU > hebrer (pt. fevereiro), FOLIA > hoja (pt. folha). A mudança é comum também nos dialectos rurais do romeno, mas também no arromeno e no meglesita: FILIU > hiu (pt. filho), FERRU > hier (pt. ferro). Nalgumas áreas isoladas da Sardenha, a f- desapareceu completamente: FOCU > oku (pt. fogo), FUMU > ummu (pt. fumo).

### Primeiros achados que atestam a mudança na Castela histórica
A documentação mais precoce que atesta a mudança /f /> /h/ ou a perda completa da /f/ na Castela histórica (incluindo a La Rioja), é do século IX. Num dos documentos, do ano 863, o nome latino FORTICIUS aparece na forma Ortiço; logo, noutro de 927, como Hortiço. Desde o século XI, o número das aparições aumenta, e não só em Castela, más também noutros territórios. Como pode ver-se nos exemplos, dado que a mudança já aparecia esporadicamente na escritua, pôde ter-se realizado muitos antes na forma oral.
Não se sabe ao certo, porém, se esta inovadora realização estava estendida a todo o território castelhano. Provavelmente tinha sido própria só das classes sociais mais baixas; é possível que as clases cultas e mais conservadoras pronunciassem uma [f] o [ɸ] em todas as posições, ou que a aspiração [h] só fosse articulada fronte a vogais velares. Contudo, não é possível obter conclusões definitivas até que esta evolução fonética fosse consolidada na escrita, dado que durante séculos, a aspiração era representada também pelo grafema f-. Isto fica bem atestado no Cantar de Mio Cid, no qual a preposição de origem árabe, hasta (>ḥatta, pt. até) aparecia na forma fasta. Ao mesmo tempo, a palavra árabe al-ḥanbal tornou-se alfombra (tapete). Tudo indica que, realmente, os falantes não podiam detectar a diferença acústica entre as realizações [f] y [h], tal e como considera Alarcos Llorach (1951, 39):
En el sentimiento del hablante la sustitución de h por f no comportaba ningún cambio de significación; fonológicamente, eran variantes de un solo fonema. Para los cultos, entre estas dos variantes había cierta relación valorativa: la f era más culta, la h más rústica; ambos sonidos eran, pues, variantes estilísticas de un solo fonema.

### O contexto fonológico
Como é possível ver, no castelhano estendeu-se a articulação aspirada com [h] a todas as posições pré-vocálicas:
- FACERE > hacer (fazer);
- FÉMINA > hembra (fêmea);
- FERRU > hierro (ferro);
- FILIU > hijo (filho);
- FOLIA > hoja (folha);
- FUMU > humo (fumo).[5]
- algumas excepções (geralmente cultismos) são: febrero (fevereiro), fiebre (febre), fiesta (festa), filo (fio), fin (fim).[5]

As palavras prefixadas também têm sido submetidas à evolução quando os falantes as identificavam como tais:
- OFFOCARE > ahogar (afogar);
- SUFFUMARE > sahumar (enfumarar).[5]

Em caso contrário, a -F- intervocálica evolucionou, normalmente, para uma [β] (representada por v o b na escrita), por analogia à evolução das oclusivas surdas originais:
- PROFECTU > provecho (proveito);
- RAPHANU > gr. ῥάφανος) > rábano (rábano).[5]

Embora produzem-se também casos de perda.
- DEFENSAM > dehesa (pastagem, geralmente fechada)[5]

No castelhano antigo, a sequência -NF- findou em -f (o -ff-): INFANTE > ifante ou iffante, que depois se consolidou-se na forma etimológica infante no castelhano contemporâneo.
A F- conservada fronte às consonantes, assim como fronte à semiconsoante [w] (excepto na Andaluzia e nalgumas zonas dialectais da Hispanoamérica, onde pronuncia-se como uma aspirada ou uma [ɸ] ou [f]:
- FLORE > flor (flor);
- FRIGIDU > frío (frio);
- FORTE > fuerte (forte);
- FUIMUS > fuimos (fomos);
- FONTIS > fuente (fonte);
- FOCUS > fuego (fogo).[5]

Há, contudo, alguns escassos exemplos no qual o grupo FL- perde a F- inicial (por exemplo, FLACCIDU > lacio (flácido)) o que sugere que nalgumas raras ocasiões podia, quiçá, aparecer a aspiração [hl-]; porém, na maioria dos casos a f conserva-se neste contexto (é provável que aqui outros factores tenham intervindo, cf. com a palatalização perdendo logo a oclusiva dos grupos iniciais CL- y PL-).

## A mudança /f /> /h/ e o bilinguísmo vasconço-latino

### Argumentos a favor do substrato vasconço
Uma das explicações mais estendidas e aceites sobre as possíveis causas do fenómeno são atribuídas a Ramón Menéndez Pidal. Segundo ele, o que iniciou a mudança era o substrato vasconço-cântabro-ibérico. Resumindo a sua teoria, diz que os bascos e os cântabros (e, presumivelmente também os iberos), cujas línguas careciam do som [f], substituiam-no por uma aspiração em [h] que, em termos acústicos, era a mais próxima. Isto concorda com o facto de os primeiros vestígios da mudança terem sido achados no norte de Castela, que eram terras colindantes com as áreas bascófonas e, do outro lado dos Pirenéus, na Gascunha, era também habitada antigamente por povos que falavam o basco ou uma língua relacionada.
Embora a mesma mudança tenha ocorrido em regiões da Romênia, apenas no castelhano e no dialecto occitano gascão é que este fenómeno conseguiu consolidar-se e impôr-se, isto é, trata-se de duas áreas nas quais provou-se a presença antiga de povos basco-aquitanos nos tempos anteriores às conquistas romanas.

### Objecções contra as teorias substratistas
A teoria mostrada na secção anterior parece bastante razoável no início. Porém, há algumas objecções indo contra esta. Primeiramente, segundo os conhecimentos disponíveis hoje, não é sabido com certeza se o som aspirado [h] existia no vasconço medieval embora tampouco é impossível. Fronte a essa incerteza pode surgir a questão de se esta [h] "verdadeiramente tivesse substituído a [f]?" (a qual, segundo Menéndez Pidal, era definitivamente de articulação labiodental e não bilabial) e, por outro lado, "é certo que os bascófonos não eram capazes de pronunciar a [f] labiodental?" (sabendo que alguns dialectos do basco, a que dantes era uma bilabial fricativa tornou-se numa [f] labiodental em posição intervocálica). Tal e como afirma o filólogo basco Koldo Mitxelena (1957, 126):
[…] los vascos no parecen haber encontrado demasiadas dificultades para pronunciarlo a partir de fecha bastante antigua.
Outro argumento contra o substrato basco é que, no romanço da Navarra, área na qual havia uma vasta população bascófona, a /f/ inicial foi conservada. Por tanto, se a presença duma grande comunidade bascófona tivesse sido um factor tão importante, poderia inferir-se que havia de ter tido algum efeito no dialecto romanço navarro.
Outrém têm abordado o problema com formulações mais gerais. Sendo que a mudança /f/ > /h/ também aparece noutras regiões da Roménia, por que é que teria de estar relacionado com um substrato vasconço em específico? Alguns investigadores consideram que se o fenómeno pudesse ser explicado por causa internas estructurais da língua, não seria preciso procurar motivos adicionais. Assim, segundo    raciocina Malmberg (1958; 1961, 75) se partirmos do facto de que o fenómeno consiste numa perda dum traço articulatória, em específico, a labialidade, nalgumas áreas isoladas dos restantes dialectos romanços occidentais, não necessariamente deve haver outras causas para iniciar a mutação.

### Hipóteses alternativas
Além das teorias acima referidas, houve professionais que analizaram o problema desde aspectos mais abstractos. Por exemplo, o filólogo espanhol Gregorio Salvador apresentou em 1983 a sua «Hipótesis geológica», segundo a qual a principal causa motivadora da mudança era que os castelhanófonos primitivos perderam a sua dentadura pela ausência de flúor nas águas de Castela. Acerca desta hipótese, fizeram-se até várias análises hidrológicas em Castela e em Aragão; porém, os seus resultados revelaram que não há diferenças significativas entre a composição das águasnas duas regiões em relação ao seu escasso conteúdo em flúor. Em 1986, José Ramón Maruri, da Universidade de Navarra, reaccionou sarcásticamente à teoria de Gregorio Salvador, concluindo que:

## Conclusões
O problema das teorias conhecidas até hoje é que simplificaram bastante a situação. Os investigadores, tanto os seguidores das hipóteses substratistas como os seus opositores, tentam explicar a mudança com uma única e simples causa, quando, em ocasiões, um só factor não é o único responsável de uma mudança linguística, sendo que o processo pode ser mais complexo.
Os que colocaram o fenómeno em relação com o substrato basco, não explicaram detalhadamente como este podia ter actuado e tampouco têm examinado outras circunstâncias. O uso da expressão "substrato" não é a mais apropriada neste caso, dado que isto supõe que a evolução tivesse sido efectuada na época romana quando os conquistadores latinos chegaram à Península. Porém, dos documentos disponíveis fica clara que a mudança fonética deve ter acontecido algures entre os séculos VIII e X, pelo que portanto seria, quiçá, mais acertado falar de influência de "adstrato" e não dum "substrato".
Ao mesmo tempo, os que se opunham às teorias de substrato desconsideraram a possibilidade de que o bilinguismo basco-romanço tivesse tido algum papel nas mudanças. Os que têm tentado explicar o fenómeno com argumentos mais gerais, como "também aparece noutros lugares da Roménia", não têm considerado que a mesma evolução fonética pode ser provocada por diferentes motivos em distintas paragens.
Resumindo, pode dizer-se que ninguém analisou até à data satisfatoriamente a complexidade do fenómeno, isto é, que tanto o bilinguismo basco-romanço como causas estruturais internas das línguas puderam intervir na realização de mudança. Outro problema é que, embora tenham sido feitas recentemente e continuem a ser feitas novas investigações em relação a este fenómeno, os resultados destas têm sido ignorados até pelas publicações linguísticas mais recentes. Para concluir, vale a pena mencionar que o f- que aparece nas palavras do castelhano actual tem sido introduzido de volta na língua através de cultismos e semicultismos.